# Њу Берлин (Висконсин)
Њу Берлин (енгл. New Berlin) град је у америчкој савезној држави Висконсин.

## Демографија
По попису из 2010. године број становника је 39.584, што је 1.364 (3,6%) становника више него 2000. године.
| Група             | 2000.          | 2010.          |
| Белци             | 36.265 (94,9%) | 36.292 (91,7%) |
| Афроамериканци    | 169 (0,4%)     | 290 (0,7%)     |
| Азијати           | 883 (2,3%)     | 1.492 (3,8%)   |
| Хиспаноамериканци | 595 (1,6%)     | 1.036 (2,6%)   |
| Укупно            | 38.220         | 39.584         |